# Unmittelbarer Zwang

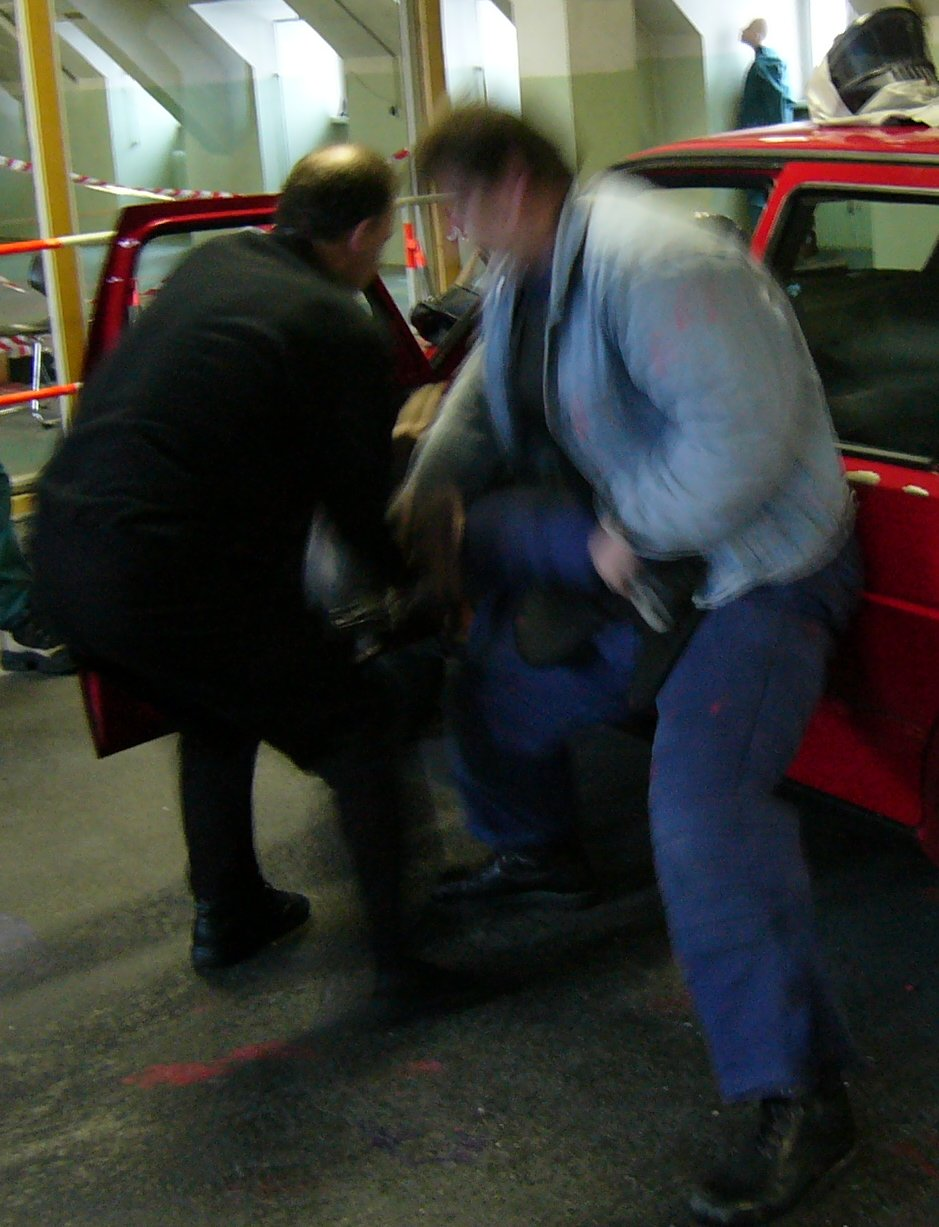
Anwendung körperlicher Gewalt gegen Personen: Verbringen einer Person aus einem Kfz unter Anwendung von unmittelbarem Zwang (Übungseinheit im Rahmen des polizeilichen Einsatzverhaltens)

Unmittelbarer Zwang (UZ) ist ein Rechtsbegriff, der die hoheitliche Einwirkung auf Personen oder Sachen mittels körperlicher Gewalt, Hilfsmittel der körperlichen Gewalt oder Waffen durch zuständige und befugte Amtsträger umfasst und wesentlicher Bestandteil und Ausdruck der Staatsgewalt ist.
Es gilt prinzipiell und grundlegend das Verhältnismäßigkeitsprinzip. Das heißt, dass auch die Polizei Gewalt generell nur ausnahmsweise anwenden darf und nur dann, wenn sie eine polizeiliche Maßnahme auf andere Weise nicht durchsetzen kann.

## Definitionen
Unmittelbarer Zwang ist ein Zwangsmittel ohne aufschiebende Wirkung. Bei der Anwendung ist unter anderem zwingend das Verhältnismäßigkeitsprinzip zu wahren.
Körperliche Gewalt ist jede unmittelbare körperliche Einwirkung eines Amtsträgers auf Personen oder Sachen mit und ohne Hilfsmittel oder Waffen.
Einfache körperliche Gewalt bezeichnet dabei jede körperliche Gewalt ohne Hilfsmittel und ohne Waffen.
Die Einwirkung auf Hals und Wirbelsäule ist verboten. Das lernen Polizisten im Einsatztraining. Die Gefahr von Wirbelverletzungen ist zu groß. Auch entsteht rasch ein Erstickungsrisiko. Die sogenannte Bauchlagenfesselung ist durch ministerielle Anordnungen untersagt. Dadurch, dass sich dabei ein Beamter auf den Rücken eines Gefesselten kniet, entsteht das Problem, dass dabei die Lunge gestaucht wird. Auch das „Nachtreten“ darf nicht passieren und ist als Körperverletzung im Amt strafbar.

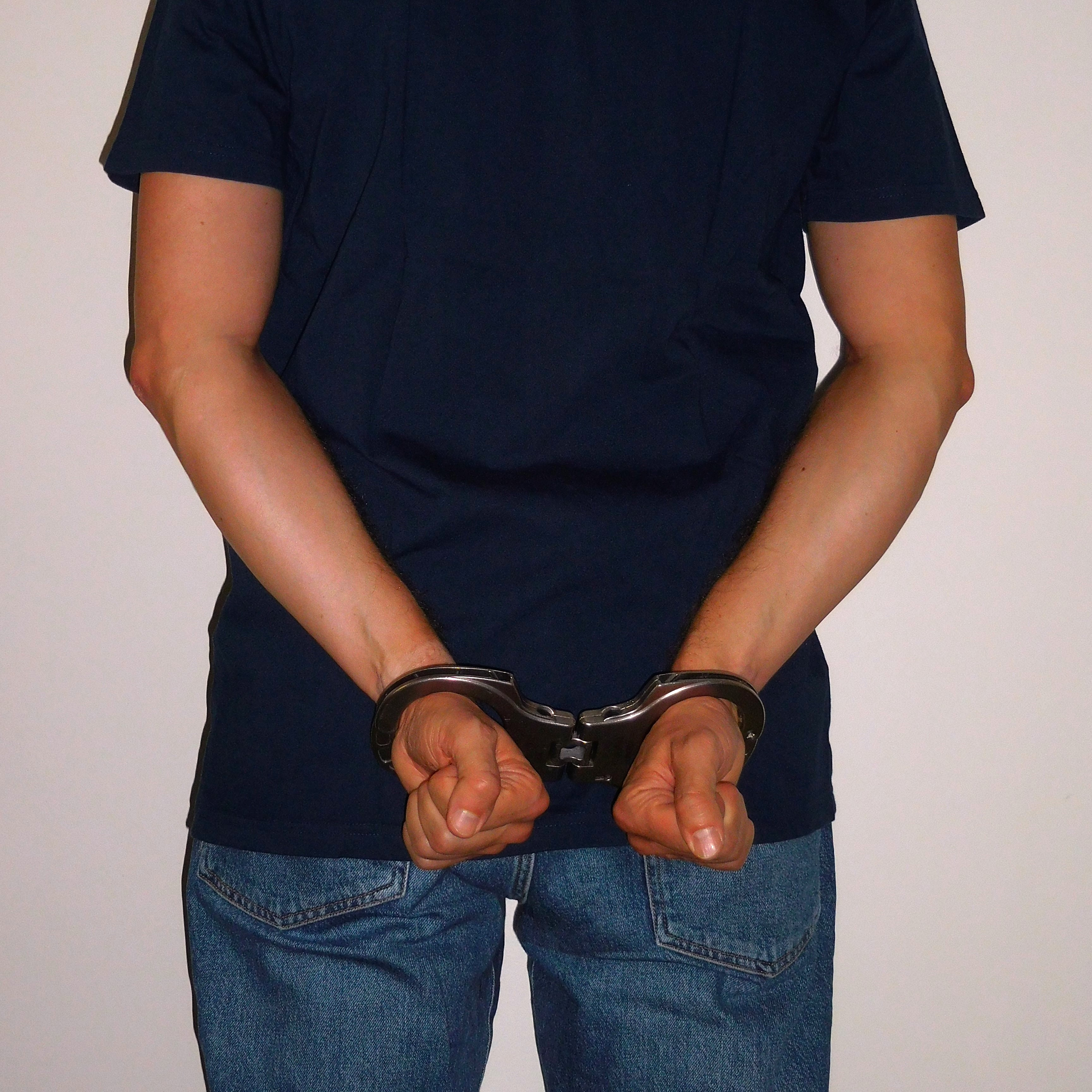
Person in Handfesseln

Hilfsmittel der körperlichen Gewalt sind insbesondere Fesseln, Dienstfahrzeuge, Wasserwerfer, technische Sperren, Diensthunde und Dienstpferde.
Waffen sind dienstlich zugelassene Schlagstöcke (in vielen Gesetzen fälschlicherweise als Hiebwaffe bezeichnet) und Schusswaffen, Reizstoffe und Explosivmittel. Handgranaten sind bei der Bundespolizei, in Hessen und in Bayern rechtlich als Waffe möglich.
Dienstlich zugelassene Schusswaffen sind in der Regel mindestens Pistolen, Gewehre und Maschinenpistolen, in einigen Bundesländern ferner Revolver und Maschinengewehre (Bayern, Bundespolizei). Reizstoffe sind in einigen Bundesländern und beim Bund Waffen, in anderen Ländern (Bayern, Niedersachsen, Berlin) Hilfsmittel.
Sprengmittel sind in der Regel nicht als Waffen, sondern als Hilfsmittel eingestuft. Sprengmittel dienen zum Beispiel zum Öffnen von Türen; Handgranaten und andere explosive Gegenstände sind dagegen Waffen.
Elektroimpulswaffen bzw. Elektroschockpistolen (sogenannte Taser) werden derzeit nur in Bayern verwendet und dort als Waffe eingestuft, in Niedersachsen und Berlin werden Taser testweise verwendet und sind ebenfalls als Waffe eingestuft. In Hamburg sind Taser als Waffe eingestuft.
Der Grund für die Anwendung des unmittelbaren Zwangs kann strafverfolgendes (repressives) oder gefahrenabwehrendes (präventives) – jeweils hoheitliches – Handeln sein. Unmittelbarer Zwang ist regelmäßig eine Maßnahme zur Durchsetzung einer formfreien Maßnahme, folglich eine Folgemaßnahme. Unmittelbarer Zwang stellt einen Eingriff in die Grundrechte Körperliche Unversehrtheit und gegebenenfalls in die Freiheit der Person oder in das Recht auf Eigentum dar.
Unmittelbarer Zwang muss vorher rechtswirksam angedroht werden, sofern es die Umstände zulassen. Dies kann durch Ansprache oder eindeutige Gestik (bei Verständigungsschwierigkeiten) oder durch Abgabe eines Warnschusses erfolgen (Letzteres nur bei Schusswaffengebrauch).
Unmittelbarer Zwang durch Dienstkräfte des Bundes ist im Gesetz über den unmittelbaren Zwang bei Ausübung öffentlicher Gewalt durch Vollzugsbeamte des Bundes geregelt. Die Anwendung des unmittelbaren Zwanges außerhalb des Territoriums oder der Zuständigkeiten des Bundes richtet sich dabei nach den Vorschriften des Gesetzes über den unmittelbaren Zwang des Bundeslandes, in dem der unmittelbare Zwang angewandt werden soll. Die Eingriffsermächtigung für die Anwendung unmittelbaren Zwangs ergibt sich grundsätzlich nicht aus dem jeweiligen Zwangsgesetz, sondern aus insbesondere der StPO bzw. den Gefahrenabwehrrecht (Polizeigesetze) in Verbindung mit dem Verwaltungs-Vollstreckungsgesetz.

## Zur Ausübung befugte Amtsträger (Vollzugsbeamte) in Deutschland

### Bund

#### Vollzugsbeamte des Bundes
Rechtsgrundlage: Gesetz über den unmittelbaren Zwang bei Ausübung öffentlicher Gewalt durch Vollzugsbeamte des Bundes (UZwG)
- Polizeivollzugsbeamte des Bundes
  - Polizeivollzugsbeamte in der Bundespolizei
  - Beamte im kriminalpolizeilichen Vollzugsdienst des Bundes
  - Inspekteur der Bereitschaftspolizeien der Länder
  - Polizeivollzugsbeamte beim Deutschen Bundestag
- Beamte der Bundeszollverwaltung
  - Beamte des Zollgrenzdienstes (Grenzaufsichtsdienst mit Wasserzoll und Grenzabfertigungsdienst)
  - Beamte des Zollfahndungsdienstes
  - Beamte der Kontrolleinheit Verkehrswege, Kontrolleinheit Flughafen Überwachung, Kontrolleinheit Flughafen Reiseverkehr (Sachgebiet C)
  - Beamte und Angestellte der Finanzkontrolle Schwarzarbeit (Sachgebiet E)[8]
  - Spezialeinsatzkommandos wie ZUZ, OEZ, UGZ
  - alle übrigen Beamten der Bundesfinanzbehörden, die mit Vollzugsaufgaben betraut sind
- Beamte der Wasser- und Schifffahrtsverwaltung des Bundes sofern sie strom- und schifffahrtspolizeilichen Befugnisse ausüben (Bundeswasserstraßengesetz, Seeaufgabengesetz, Zuständigkeitsbezeichnungs-Verordnung See, Binnenschifffahrtsaufgabengesetz)
  - Streckenaufsichtsbeamte
  - Beamte des Schleusenaufsichts- und -betriebsdienstes
  - Hafenaufsichtsbeamte in den bundeseigenen Häfen
  - Bedienstete, die den Schleusenbetrieb leiten
  - Bedienstete, die mit strom- und schifffahrtspolizeilichen Aufgaben besonders betraut wurden
  - Bedienstete, die mit der Strafverfolgung betraut sind,
  - Bedienstete, die entweder Kraft Amtes oder Kraft Auftrag mit der Verfolgung von Ordnungswidrigkeiten betraut sind
- Beauftragte des Bundesamtes für Güterverkehr bei Überwachungsaufgaben
- Beamte der Bundesgerichte und der Behörden der Bundesjustizverwaltung im Vollzugs- und Sicherungsdienst
- Personen, die durch die zuständigen Bundesbehörden mit vorgenannten Aufgaben betraut sind
- Personen, die einer Bundesbehörde unterstehen und die Aufgaben der Strafverfolgung oder der Ordnungswidrigkeitenverfolgung wahrnehmen und im Vollzugsdienst stehen

#### Angehörige der Streitkräfte
Rechtsgrundlage: Gesetz über die Anwendung unmittelbaren Zwanges und die Ausübung besonderer Befugnisse durch Soldaten der Bundeswehr und verbündeter Streitkräfte sowie zivile Wachpersonen
- Soldaten der Bundeswehr, solange diese militärische Wach- und Sicherheitsaufgaben wahrnehmen
- Soldaten verbündeter Streitkräfte, die im Einzelfall zu militärischen Wach- und Sicherheitsaufgaben herangezogen wurden
- zivile Wachpersonen, solange diese Wachaufgaben wahrnehmen und hierzu vom Bundesministerium der Verteidigung oder einer dazu ermächtigten Dienststelle der Bundeswehr beauftragt wurden

### Bundes- und Landesbedienstete
Rechtsgrundlage: Strafvollzugsgesetz
- Bedienstete in Justizvollzugsanstalten

### Baden-Württemberg
Rechtsgrundlage: Polizeigesetz (PolG)
- Beamte des Polizeivollzugsdienstes (Polizeivollzugsbeamte und die Angehörigen des Freiwilligen Polizeidienstes) sowie gemeindliche Vollzugsbedienstete in ihrem Aufgabenbereich (§ 80 PolG)

Rechtsgrundlage: Gesetz über die Unterbringung psychisch Kranker (Unterbringungsgesetz)
- Bedienstete in anerkannten Einrichtungen der Psychiatrie

Rechtsgrundlage: Landesverwaltungsvollstreckungsgesetz
- Bedienstete, die als Vollstreckungsbeamte bestellt wurden

Rechtsgrundlage: Gesetzbuch über den Justizvollzug in Baden-Württemberg
- Bedienstete der Justizvollzugsanstalten
- Bedienstete der Jugendstrafanstalten

Rechtsgrundlage: Gesetz über die Befugnisse des Justizwachtmeisterdienstes
- Justizwachtmeister (als Waffen können nur Reizstoffe und Schlagstock zugelassen werden, es sind nur durch das Justizministerium zugelassene Hilfsmittel und Waffen zulässig)

### Bayern
Rechtsgrundlage: Gesetz über die Aufgaben und Befugnisse der Bayerischen Staatlichen Polizei (PAG)
- Die im Vollzugsdienst tätigen Dienstkräfte der staatlichen Polizei des Freistaates Bayern (Art. 1 PAG); gemeint sind Polizeivollzugsbeamte.

Rechtsgrundlage: Waldgesetz für Bayern (BayWaldG)
- Bestimmte Beamte der Forstbehörden und andere Personen, die in der Forstaufsicht oder im Forstschutz tätig sind (Art. 29 und 35 BayWaldG)

Rechtsgrundlage: Bayerisches Feuerwehrgesetz (Art. 24 BayFwG)
- Führungsdienstgrade der Feuerwehr oder von ihnen im Einzelfall beauftragte Mannschaftsdienstgrade; soweit Polizei nicht oder nicht ausreichend zur Verfügung steht

### Berlin
Rechtsgrundlage: Gesetz über die Anwendung unmittelbaren Zwanges bei der Ausübung öffentlicher Gewalt durch Vollzugsbeamte des Landes Berlin (UZwG Bln)
- Polizeivollzugsbeamte
- Justizvollzugsbeamte und andere Bedienstete im Justizvollzugsdienst
- Justizwachtmeister
- Ermittlungspersonen der Staatsanwaltschaft (nur, wenn nicht das entsprechende Bundesgesetz Anwendung findet)
- Bedienstete von Behörden, die der Senat mit Befugnissen von Polizeibehörden ausgestattet hat
- Bedienstete, die mit der Anwendung von Verwaltungszwang betraut sind, insbesondere die der bezirklichen Ordnungsämter

### Bremen
Rechtsgrundlage: Bremisches Polizeigesetz (BremPolG),
Bremisches Strafvollzugsgesetz (BremStVollzG)
- Polizeivollzugsdienst
- Justizvollzugsbeamte
- Verwaltungsbeamte, Hilfspolizeibeamte und andere mit polizeilichen Befugnissen betraute Personen wenn sie dazu besonders ermächtigt sind

### Hamburg
Rechtsgrundlage: Gesetz zum Schutz der öffentlichen Sicherheit und Ordnung (SOG; veröffentlicht im HmbGVBl. 1966, S. 77)
- Polizeivollzugsbeamte
- Beamte der Justizverwaltung (nur Schlagstöcke als Waffen)

Gesetz über den Vollzug der Freiheitsstrafe, der Jugendstrafe und der Sicherungsverwahrung (Hamburgisches Strafvollzugsgesetz, HmbStVollzG; HmbGVBl. 2007, S. 471)
- Bedienstete im Strafvollzug

### Hessen
Rechtsgrundlage: Hessisches Gesetz über die öffentliche Sicherheit und Ordnung (HSOG)
- Angehörige der Polizeibehörden (§ 52 HSOG)
- Vollzugsbedienstete, die nicht Polizeivollzugsbeamte sind, denen aber durch das Gesetz die Anwendung von unmittelbarem Zwang gestattet ist (§ 52 in Verbindung mit § 63 HSOG):
  - Bedienstete bei Fischerei- und Forstbehörden, die im Forst- oder Jagdschutz oder bei der Fischereiaufsicht tätig sind
  - Bedienstete, die besondere Aufgaben erfüllen und denen die Rechte von Polizeivollzugsbeamten zuerkannt sind (Schusswaffen nur nach Ermächtigung durch das zuständige Ministerium)
  - Hilfspolizeibeamte (Ordnungspolizeibeamte)
  - Bedienstete in Anstalten, in welchen eine Maßregel der Besserung und Sicherung vollzogen wird, gegen Personen, die entweder in der Anstalt untergebracht sind oder gegen Personen, die eine untergebrachte Person befreien wollen oder sich widerrechtlich in einer solchen Anstalt aufhalten (nur körperliche Gewalt und Hilfsmittel)
  - Bedienstete in einem öffentlichen psychiatrischen Krankenhaus oder in einer Entziehungsanstalt gegen Personen, die aufgrund der Vorschriften der Strafprozessordnung einstweilig untergebracht sind oder gegen Personen, die eine solche Person befreien wollen (nur körperliche Gewalt und Hilfsmittel)
  - Bedienstete von Einrichtungen, in welchen Personen nach dem Gesetz über die Entziehung der Freiheit geisteskranker, geistesschwacher, rauschgift- oder alkoholsüchtiger Personen untergebracht sind (nur körperliche Gewalt und Hilfsmittel)
- sonstige Personen, denen unmittelbarer Zwang gestattet ist (§ 52 HSOG)

### Mecklenburg-Vorpommern
Rechtsgrundlage: Gesetz über die öffentliche Sicherheit und Ordnung in Mecklenburg-Vorpommern
- Polizeivollzugsbeamte (§ 103 Abs. 2 Nr. 1 SOG M-V)
- andere Beamte und sonstige Bedienstete, die durch Verordnung der Landesregierung ermächtigt sind, unmittelbaren Zwang auszuüben (§ 103 Abs. 2 Nr. 2 SOG M-V in Verbindung mit § 1 der Landesverordnung zur Bestimmung von Vollzugsbeamten)[11]

Zum Schusswaffengebrauch sind gemäß § 107 SOG M-V ausschließlich befugt:
- Polizeivollzugsbeamte,
- Beamte und andere Bedienstete der Landesforstverwaltung, die im Forst- und Jagdschutz verwendet werden sowie bestätigte Jagdaufseher (§ 25 Landesjagdgesetz), sofern sie Berufsjäger oder forstlich ausgebildet sind,
- Beamte und andere Bedienstete der Gerichte und Behörden der Justizverwaltung, die mit Sicherungs- und Vollzugsaufgaben betraut sind, jedoch nicht Gerichtsvollzieher.

### Niedersachsen
Rechtsgrundlage: Niedersächsisches Polizei- und Ordnungsbehördengesetz (NPOG)
- mit polizeilichen Befugnisse ausgestattete Personen
- von den Verwaltungsbehörden der Gefahrenabwehr gemäß der niedersächsischen Verordnung über Verwaltungsvollzugsbeamtinnen und Verwaltungsvollzugsbeamte (VollzBeaVO) bestellte Vollzugsbeamte, z. B. zu Vollzugsbeamten bestellte Mitarbeiter der Ordnungsämter, bestellte Feuerwehrleute
- Vollstreckungsbeamte gemäß §10 Niedersächsisches Verwaltungsvollstreckungsgesetz (NVwVG) Besonderheiten:
- Maschinenpistolen dürfen nur von Polizeibeamten verwendet werden.
- Andere Waffen außer Maschinenpistolen dürfen nur von Polizeibeamten, Hilfspolizeibeamten, Forstbeamten und bestätigten Jagdaufsehern verwendet werden.
- Sprengmittel dürfen nur von besonders ermächtigten Personen gebraucht werden.

### Nordrhein-Westfalen
Rechtsgrundlage: Polizeigesetz Nordrhein-Westfalen (PolG NRW)
- Beamte der Polizei des Landes Nordrhein-Westfalen

Rechtsgrundlage: Verwaltungs-Vollstreckungsgesetz
- Vollzugsdienstkräfte sind u. a. Vollziehungsbeamte, Dienstkräfte der Ordnungsbehörden, Feuerwehrangehörige, mit Vollzugs-, Vollstreckungs- und Sicherungsmaßnahmen beauftragte Personen der Gerichte und Staatsanwaltschaften und Justizvollzugsanstalten, Ermittlungspersonen der Staatsanwaltschaft, Fischerei- und Jagdaufseher, mit dem Forstschutz beauftragte Vollzugsdienstkräfte, Dienstkräfte der Katastrophenschutzbehörden
- Justizwachtmeister
- Justizvollzugsbeamte

### Rheinland-Pfalz
Rechtsgrundlagen: § 65 Abs. 4 Landesverwaltungsvollstreckungsgesetz und § 57 Abs. 3 Polizei- und Ordnungsbehördengesetz (RPf POG) in Verbindung mit § 205 Landesbeamtengesetz
- Beamte der Schutzpolizei, der Kriminalpolizei, der Wasserschutzpolizei und der Bereitschaftspolizei
- Kommunale Vollzugsbeamte und Hilfspolizeibeamte (§ 94 und § 95 POG)

Rechtsgrundlagen: § 65 Abs. 4 Landesverwaltungsvollstreckungsgesetz und § 25 des LBKG (Landesgesetz über den Brandschutz, die allgemeine Hilfe und den Katastrophenschutz)
- Der Einsatzleiter
- Leitende Notärzte, Organisatorische Leiter Rettungsdienst, Feuerwehrangehörige, im Rettungsdienst eingesetztes Rettungsfachpersonal (Notfallsanitäter, Rettungssanitäter etc.) sowie Helfer der Hilfsorganisationen, sofern der Einsatzleiter die notwendigen Maßnahmen nicht selbst veranlassen kann.

### Saarland
Rechtsgrundlage: Saarländisches Polizeigesetz (SPolG)
- Beamte der Polizei (damit sind Beamte der Polizeiverwaltungsbehörden und der Vollzugspolizei gemeint)

### Sachsen
Rechtsgrundlage: Sächsisches Polizeivollzugsdienstgesetz (SächsPVDG)
- Polizeibedienstete

Rechtsgrundlage: Sächsisches Sicherheitswachtgesetz (SächsSWG)
- Angehörige der Sächsischen Sicherheitswacht

### Sachsen-Anhalt
Rechtsgrundlage: Gesetz über die öffentliche Sicherheit und Ordnung des Landes Sachsen-Anhalt
- Polizeibeamte,
- Verwaltungsvollzugsbeamte sowie
- sonstige Personen, denen die Anwendung durch ein Gesetz oder auf Grund eines Gesetzes gestattet ist (§ 58 Abs. 8 S. 1 SOG LSA)

### Schleswig-Holstein
Rechtsgrundlage: Allgemeines Verwaltungsgesetz für das Land Schleswig-Holstein (LVwG)
- Vollzugsbeamte (§252 LVwG)
  - Polizeivollzugsbeamte
    - Hilfsbeamte der Polizei (§ 10 POG)[13]
      - „Polizeibeamte dürfen Verkehrsteilnehmer zur Verkehrskontrolle einschließlich der Kontrolle der Verkehrstüchtigkeit und zu Verkehrserhebungen anhalten.“ (§ 36 Absatz 5 StVO)

  - Personen, die vom Träger einer Aufgabe besonders hierzu ermächtigt sind
    - „Für die Gefahrenabwehr sind die Ordnungsbehörden zuständig“ (§ 165 Abs. 1 LVwG) „Die Gefahrenabwehr wird ... von den Gemeinden, Kreisen und Ämtern ... wahrgenommen.“ (§ 162 Absatz 3 LVwG)
    - „Die für die Verfolgung und Ahndung von Ordnungswidrigkeiten im Straßenverkehr zuständigen Ordnungsbehörden sind unbeschadet der Zuständigkeit der Polizei befugt, die hierfür erforderliche Überwachung des Verkehrs vorzunehmen.“ (§ 165 Abs. 4 LVwG)

  - durch Rechtsverordnung des Innenministeriums generell ermächtigte Vollzugsbeamte[14]
    - Angehörige der Feuerwehr
    - Helfer des Katastrophenschutzes
    - Fischreiaufsichtsbeamte
    - Kontrollbeamte des Seefischereigesetzes
    - Aufsichtsbeamte des Fischetikettierungsgesetzes
    - Aufsichtsbeamte EU-Fischereipolitik
    - Mitarbeiter in Entziehungsanstalten und psychiatrischer Krankenhäuser, in denen behördlich/richterlich Untergebrachte sind
    - Mitarbeiter des Landesamtes für Ausländerangelegenheiten, die mit der Durchsetzung von Maßnahmen betraut sind

Der Schusswaffengebrauch steht nur besonders ermächtigten Beamten zu.
Ermächtigt sind (§ 256 Absatz 1 LVwG)
- Polizeivollzugsbeamte
- Beamten und anderen Bedienstete der Gerichte und Behörden der Justizverwaltung, die mit Sicherungs- und Vollzugsaufgaben betraut sind, jedoch keine Gerichtsvollzieher
- Bedienstete im Jagd- und Forstschutz, sofern sie einen Diensteid geleistet haben oder eidlich verpflichtet oder amtlich bestätigt sind.

Der Gebrauch von Distanz-Elektroimpulsgeräten und Sprengmitteln steht ausschließlich Polizeivollzugsbeamten zu. (§ 256 Absatz 2 LVwG)

### Thüringen
Rechtsgrundlage: §§ 51 ff Thür. Polizeiaufgabengesetz
- Polizeivollzugsbeamte
- Vollzugsdienstkräfte gem. § 8 Thür. Ordnungsbehördengesetz i. V. m. der Thüringer Vollzugs-Dienstkräfte-Verordnung

Ihnen können die Zwangsbefugnisse nach den §§ 50 bis 53 des Thüringer Verwaltungszustellungs- und Vollstreckungsgesetzes – unter Ausschluss des Waffengebrauchs – erteilt werden.

## Polizeigewalt
Die Polizeigewalt ist einer der wichtigsten Teile der Staatsgewalt. In der modernen Polizei materialisiert sich die Staatsgewalt, weil die Staatsgewalt allein das Recht unmittelbarer physischer Gewaltanwendung gegenüber Herrschaftsunterworfenen besitzt.

## Rechtsschutz
Seit Inkrafttreten des Grundgesetzes muss gegen jede Form staatlichen Handelns effektiver Rechtsschutz gewährt werden (vgl. Art. 19 IV GG). Das Preußische Oberverwaltungsgericht nahm noch an, in der Ausübung unmittelbaren Zwangs liege eine konkludente Duldungsverfügung (d. h. ein Verwaltungsakt) gegenüber dem Bürger. Unmittelbarer Zwang konnte demnach mit den Rechtsmitteln angegriffen werden, die gegen Verwaltungsakte statthaft sind. Für diese Konstruktion, die auf dem Umstand beruhte, dass das preußische Verwaltungsprozessrecht lediglich Rechtsschutz gegen Verfügungen gewährte, besteht nach heute herrschender Meinung indes keine Notwendigkeit mehr. Hiernach ist für Klagen, die sich lediglich gegen die Vollstreckung richten, die allgemeine Feststellungsklage die richtige Klageart.